# Blanzay-sur-Boutonne
Blanzay-sur-Boutonne település Franciaországban, Charente-Maritime megyében. Lakosainak száma 77 fő (2022. január 1.). Blanzay-sur-Boutonne Coivert, Dampierre-sur-Boutonne, Saint-Martial, Saint-Pierre-de-l’Isle és Rives-de-Boutonne községekkel határos.

## Népesség
A település népességének változása:
| Lakosok száma | 146  | 105  | 83   | 92   | 88   | 90   | 82   | 79   | 78   | 77   |
|               | 1968 | 1982 | 1990 | 2006 | 2013 | 2015 | 2017 | 2019 | 2020 | 2022 |